# Jérôme Bureau
Pour les articles homonymes, voir Bureau.
Jérôme Bureau, né le 19 avril 1956 à Paris, est un journaliste français, directeur de l'information de la chaîne M6 de 2004 à 2015, qui  fut également de 1989 à 1993 rédacteur en chef de L'Équipe (magazine) puis directeur des rédactions de L'Équipe jusqu'en 2003. Devenu ensuite directeur de l'information de M6,  Il a été également nommé président de Paris Première en octobre 2012.

## Biographie
Ayant commencé sa carrière de journaliste au sein de Libération notamment dans le supplément culturel Sandwich en 1977, il rejoint ensuite le groupe L'Équipe en 1983. Il officie en tant que grand reporter au sein de la rédaction, en particulier sur L'Équipe Magazine. 
Avec Xavier Couture, il fonde un nouveau journal sportif en 1987, le Sport, annoncé comme le concurrent direct de l'Équipe. Mais après un an, celui-ci disparait.
De retour à L'Équipe malgré une certaine hostilité, il occupe le poste de rédacteur en chef de L'Équipe Magazine, puis de Directeur des rédactions du groupe L'Équipe de 1993 à 2003.
En 1992, lors des Jeux Olympiques de Barcelone, il est publiquement pris à partie par Marie-José Pérec après son premier titre sur 400 mètres. Elle lui demande de quitter la salle de presse, lui reprochant une photographie publiée quelques mois plus tôt dans L'Équipe Mag où l'athlète apparaît de dos. Entre-temps, ils se réconcilieront et le journaliste deviendra un confident de la championne olympique. Elle lui accordera un entretien en 2000 lors de son abandon précipité des JO de Sydney.
Il est surtout connu par avoir vivement critiqué le sélectionneur de l'équipe de France de football Aimé Jacquet, au moment de la coupe du monde 1998, en déclarant notamment : "“On fera les comptes ensuite. Si la France est championne du monde, on aura l’air de s’être trompés. Je crois qu’on se sera pas trompés.” Après la victoire des Bleus à cette même coupe du monde, admettant publiquement son erreur, il songe à démissionner et doit faire son « autocritique ».
Après son départ en 2003, il rejoint le monde de la radio chez Sport O'FM qui devient ensuite Sport FM.
Depuis 2004, il est directeur de l'information de la chaîne M6. Il féminise la chaîne en débauchant notamment plusieurs journalistes passées par des chaînes info classiques ou de sport dont Mélissa Theuriau, Estelle Denis et Anne-Sophie Lapix. Ce n'est également pas un hasard qu'il participe au virage de plus en plus sportif que prend la chaîne en faisant intervenir dans certaines émissions Pierre Ménès, ancien journaliste de L'Équipe, Vincent Couëffé, grand reporter à L'Équipe TV, ou encore Régis Testelin, directeur de la rédaction "foot" de L'Équipe.
Il écrit également de nombreux livres, principalement dans le monde du football.
Il est nommé président de Paris Première en octobre 2012.